# 豐町 (品川區)
豐町（日语：／ Yutakachō */?）是東京都品川區的地名，設一丁目至六丁目。2013年8月1日為止的人口有14,143人。郵遞區號為142-0042。

## 地理
位於東京都品川區中部，町域形狀近似於「Ｊ」字。北至西品川。東與二葉之間以橫須賀線（品鶴線）為界。南鄰二葉。西南與中延之間以第二京濱為界。西北部至西部與戶越之間以大原通為界。東西向的東急大井町線（戶越公園站～下神明站）橫貫本町，主要道路有四間通與戶越銀座通。
車站周邊為小規模商業區，其他為住宅地。二丁目有戶越公園。一丁目有戶越銀座商店街。戶越銀座商店街跨越豐町、戶越、平塚三町。

## 歷史
現在的豐町與二葉相當於江戶時代初期的蛇窪村，正保年間（1644年至1647年）分成上蛇窪村與下蛇窪村。各自的鎮守為上神明天祖神社與下神明天祖神社。
昭和初期前，此地是荏原町的大字上蛇窪、下蛇窪，1932年（昭和7年）編入東京市荏原區時，建議去除「蛇」字町議會決議更名為上神明町、下神明町。
之後東京市進行町名整理，提議上神明與下神明的北半部統合為豐町，南半部統合為双葉町。荏原區將「双葉」改為「二葉」，1941年（昭和16年）實施新町名。

### 地名由來
豐町與双葉都是東京市進行町名整理時所提出的嘉語。

## 交通
町域內沒有車站，西南邊第二京濱地下有都營淺草線中延站，A2出口位在豐町六丁目。此外，中西部可利用戶越公園站，東部可利用下神明站，東南方有橫須賀線（品鶴線）西大井站。

## 設施

### 教育機關

#### 高等學校
- 東京都立大崎高等學校
- 日本音樂高等學校

#### 小學校
- 品川區立戶越小學校

#### 保育園、幼稚園
- 品川區立豐保育園
- 品川區立南豐保育園
- 日本音樂學校附屬保育園
- 日本音樂學校附屬幼稚園

### 其他設施
- 戶越公園
- 品川區立戶越體育館
- 品川區立豐圖書館
- 東照寺 (品川區)

## 備註
1. ↑  .   [2013年8月7日]. （原始内容存档于2014年2月23日）.
2. ↑  『荏原町政史: 最近』鏡省三著。p.204～206
3. ↑  『品川區史料（十三） 品川の地名』p.102

## 外部連結
- 品川區役所（页面存档备份，存于）
- 戶越銀座商店街（页面存档备份，存于）